# Старшенбаум Ганна Геннадіївна
Анна Геннадіївна Старшенбаум (нар. 26 квітня 1989, Москва, РРФСР, СРСР) — російська актриса театру і кіно.

## Біографія
Анна Старшенбаум народилася 26 квітня 1989 року в Москві. Батько — кандидат психологічних наук, фахівець з суїцидології Геннадій Володимирович Старшенбаум.
Кар'єру актриси почала у віці чотирнадцяти років, коли покинула школу і поступила в Московський молодіжний театр під керівництвом В'ячеслава Спесивцева, де брала участь, в основному, в масовках.
У 2004 році поступила на естрадний факультет Гітісу.
Після знайомства з Володимиром Назаровим Старшенбаум знялася в маленькій епізодичній ролі у фільмі «Продається детектор брехні» (2005).
Так і не довчившись в Гітісі, в 2006 році Старшенбаум кинула інститут і прийшла працювати в Центр драматургії і режисури під керівництвом А. Казанцева і М. Рощина.
Першу головну роль у кіно Анна зіграла в 2008 році в фільмі Леоніда Рибакова «Скажи Лео», який в тому ж році став лауреатом міжнародного кінофестивалю «Меридіани Тихого» у Владивостоці в номінації «Приз глядацьких симпатій за кращий російський фільм».
Влітку 2010 року 21-річна Старшенбаум взяла участь в еротичній фотосесії в Дахабі і дала велике інтерв'ю журналу «Максим», де удостоїлася порівнянь з Міллою Йовович і Наталі Портман. Згодом шкодувала про відверту фотосесію.
У 2011 році Анна входила у склад журі щорічного російського кінофестивалю «Вікно в Європу» у Виборзі в номінації «Ігрове кіно».
У 2012 році Старшенбаум взяла участь в освітньому проекті «Поліглот» телеканалу «Культура», де разом з іншими молодими артистами, письменниками та режисерами під керівництвом поліглота-феномена Дмитра Петрова намагалася освоїти італійську мову «з нуля» за 16 годин.
У 2017 році Анна взяла участь в озвучці одного з персонажів комп'ютерної MOBA гри League of Legends, ставши голосом чемпіона Евелінн.

### Особисте життя
З 2009 року Ганна Старшенбаум одружена з російським актором Олексієм Бардуковим. Син — Іван (нар. у листопаді 2011 року).
У пресі згадувалося також про роман Старшенбаум з актором Володимиром Ягличем, що ледь не зруйнували її сім'ю. У серпні 2017 року актриса повідомила про розлучення з Бардуковим.
Рідна племінниця — актриса Ірина Старшенбаум. Ірина — дочка старшого брата Анни від попереднього шлюбу їхнього батька.

## Фільмографія
| Рік  |    | Назва                                  | Роль                      |    |
| ---- | -- | -------------------------------------- | ------------------------- | -- |
| 2005 | тф | Продається детектор брехні             | дівчина в гуртожитку      | ру |
| 2005 | с  | Приречена стати зіркою                 | вагітна дівчинка, фанатка | ру |
| 2005 | с  | Кулагін і партнери                     | Юлія Голубєва             | ру |
| 2007 | ф  | Пастка                                 |                           | ру |
| 2008 | ф  | Скажи Лео                              | російська дівчина         | ру |
| 2009 | с  | Любов - не те, що здається             | Алла Славуткіна           | ру |
| 2009 | ф  | Незакінчений урок                      | Еля Гаврилова             | ру |
| 2009 | с  | Одного разу буде кохання               | Світлана Громова          | ру |
| 2009 | с  | Таємна варта                           | Віра Куликова             | ру |
| 2010 | ф  | Дітям до 16                            | Лея                       | ру |
| 2010 | с  | Записки експедитора таємної канцелярії | Кет                       | ру |
| 2010 | тф | Матусі                                 | Парфьонова                | ру |
| 2010 | с  | Москва. Центральний округ 3            |                           | ру |
| 2010 | ф  | Про любоff                             | Лена                      | ру |
| 2010 | с  | Столиця гріха                          | Христина                  | ру |
| 2010 | тф | Школа для товстушок                    | Лана                      | ру |
| 2011 | ф  | Два пістолета. Невловимий діамант      | Поліна                    | ру |
| 2011 | ф  | Мій хлопець - ангел                    | Саша Миколаєва            | ру |
| 2011 | ф  | Олімпіада грабіжників                  | Поліна                    | ру |
| 2011 | с  | Секс, кава і сигарети                  |                           | ру |
| 2011 | с  | Фарфорова весілля                      | Валерія                   | ру |
| 2012 | ф  | Красуня                                | Ліза Нестерова            | ру |
| 2013 | с  | Луша                                   |                           | ру |
| 2013 | с  | Три мушкетери                          | Констанція Бонасьє        | ру |
| 2013 | ф  | Форт Росс: У пошуках пригод            | Марго                     | ру |
| 2014 | с  | Сімейний бізнес                        | Ліда                      | ру |
| 2015 | ф  | SOS, Дід Мороз, або Все збудеться!     | Настя                     | ру |
| 2015 | с  | Сімейний бізнес 2                      | Ліда                      | ру |
| 2016 | ф  | Любов з обмеженнями                    | Марина                    | ру |
| 2016 | с  | Нянька                                 | Тетяна Козлова            | ру |
| 2016 | с  | Кістки                                 | Поліна Микільська         | ру |
| 2017 | с  | Мертвий на 99%                         | Варя                      | ру |
| 2017 | с  | Псіхологіні                            | Аліна                     | ру |
| 2018 | ф  | Московські таємниці. Гостя з минулого  | Слідчий Вяземська         | ру |
| 2018 | ф  | Московські таємниці. Сім сестер        | Слідчий Вяземська         | ру |
| 2019 | с  | Дипломат                               | Інга, випускниця МГІМО    | ру |

## Нагороди
За роль Леї у фільмі «Дітям до 16»:
- Приз за кращу головну жіночу роль на фестивалі «Вікно в Європу» (2010 Виборг);
- Приз за кращу головну жіночу роль на фестивалі «Кинорюрик» (2011 Швеція)
- Приз за кращу головну жіночу роль на фестивалі «Сузір'я» (2011 Росія).
- Приз за кращу головну жіночу роль на фестивалі «Відображення» (2011 Москва).